# Уилям Торнтън
Уилям Едгар Торнтън (на английски: William Edgar Thornton) e американски лекар и астронавт на НАСА, участник в два космически полета.

## Образование
Уилям Торнтън е завършил гимназия в родния си град. През 1952 г. става бакалавър по физика, а през 1963 г. завършва медицина. И двете специалности придобива в щатския университет на Северна Каролина.

## Служба в НАСА
Уилям Торнтън е избран за астронавт от НАСА на 4 август 1967 г., Астронавтска група №6. Първо преминава 53 седмичен курс на обучение по управление на реактивен самолет. След приключване на общия курс е включен е в програмата Скайлаб. Прекарва 56 денонощия в симулатор на космическата станция. През 70-те години получава назначения в поддържащите екипажи на мисиите Скайлаб-2, Скайлаб-3 и Скайлаб-4. Взема участие в два космически полета и има 313 часа в космоса.

### Космически полет
Уилям Торнтън лети в космоса като член на екипажа на две мисии:
| Космически полет на Уилям Едгар Торнтън                       | Космически полет на Уилям Едгар Торнтън | Космически полет на Уилям Едгар Торнтън | Космически полет на Уилям Едгар Торнтън | Космически полет на Уилям Едгар Торнтън | Космически полет на Уилям Едгар Торнтън | Космически полет на Уилям Едгар Торнтън |
| №                                                             | Дата                                    | КК                                      | Емблема на мисията                      | Функции                                 | Продължителност                         |                                         |
| ------------------------------------------------------------- | --------------------------------------- | --------------------------------------- | --------------------------------------- | --------------------------------------- | --------------------------------------- | --------------------------------------- |
| 1                                                             | 30 август 1983                          | „Чалънджър“, мисия STS-8                |                                         | Специалист на мисията                   | 6 денонощия 01 час 08 мин. 43 сек.      |                                         |
| 2                                                             | 29 април 1985                           | „Чалънджър“, мисия STS-51B              |                                         | Специалист на мисията                   | 7 денонощия 00 часа 08 мин 46 сек.      |                                         |
| Сумарно време в космоса – 13 денонощия 01 час 16 мин. 29 сек. |                                         |                                         |                                         |                                         |                                         |                                         |

## Награди
- Легион за заслуги (1956);
- Медал на НАСА за изключителни заслуги (1972);
- Медал на НАСА за изключителни научни постижения (1974);
- Медал на НАСА за участие в космически полет (1983 и 1985).